# Dryopteris unidentata
Dryopteris unidentata är en träjonväxtart som först beskrevs av William Jackson Hooker och George Arnott Walker Arnott och som fick sitt nu gällande namn av Carl Frederik Albert Christensen.
Dryopteris unidentata ingår i släktet Dryopteris och familjen Dryopteridaceae. Utöver nominatformen finns också underarten Dryopteris unidentata paleacea.